# Bécassine des Chatham
Coenocorypha pusilla
Espèce
Statut de conservation UICN

 VU D2 : Vulnérable
La Bécassine des Chatham (Coenocorypha pusilla) ou  Bécassine des Iles Chatham, est une espèce d'oiseaux limicoles de la famille des Scolopacidae. Son nom peut prêter à confusion avec une autre espèce, éteinte toutefois : Coenocorypha chathamica.

## Distribution
Cette espèce est endémique des îles Chatham.

## Publication originale
- Buller, 1869 : On some new species of New Zealand birds. Ibis ser. 2, vol. 5, p. 37-42.